# Dějiny Islandu

Státní znak Islandu

Dějiny Islandu jsou dějinami současného státu Island rozkládajícího se na stejnojmenném ostrově. Vzhledem ke své izolovanosti od zbytku Evropy byl Island ušetřen pustošení evropských válek, ale neminula ho řada jiných evropských vlivů, od Černé smrti, až po rozšíření protestantismu. Dějiny Islandu byly také poznamenány řadou přírodních katastrof způsobených relativním geologickým mládím ostrova a pokračujícím růstem sopečných erupcí.
Historii lidských dějin na Islandu začali patrně psát mniši z Irska, ale tradičním datem počátku evropského osídlení je rok 874, vztahující se k připlutí vikinských mořeplavců z Norska a Britských ostrovů. Nakonec se usazovali na ostrově hlavně Norové. Roku 930 místní náčelníci založili sněm Althing, obvykle označovaný za nejstarší parlament světa. Koncem 10. století se na Island rozšířilo křesťanství, díky norskému králi Olafu Tryggvasonovi, který přinutil ke konverzi obyvatele na všech norských územích. Na Norsku si však v této éře Island udržoval relativní nezávislost. To se změnilo až v období zvaném Sturlungs, ve 13. století, kdy byl Island oslaben vnitřním konfliktem a následně podřízen Norsku tak zvanou Starou smlouvou (1262-1264). Norsko bylo v roce 1319 spojeno se Švédskem, a r. 1376 s Dánskem. Nakonec byly všechny tři státy sjednoceny v Kalmarské unii (1397–1523). Když se unie rozpadla, připadl Island Dánsku. Dánové zavedli tzv. dánsko-islandský obchodní monopol, což bylo pro islandskou ekonomiku velmi škodlivé. 17. a 18. století se tak stalo érou chudoby, ještě zhoršenou velkými přírodními katastrofami, jako byl výbuch sopky Laki roku 1783. Sopka (přesněji série sopek) tehdy přivodila jednu z největších sopečných katastrof ve zdokumentované historii lidstva. Byla aktivní osm měsíců a zahubila čtvrtinu islandské populace. Katastrofa je na Islandu známa jako Móðuharðindin.
V souvislosti se vznikem moderního nacionalismu v Evropě se i na Islandu v 19. století objevilo hnutí za nezávislost na Dánsku. Důležitým mezníkem na cestě k ní bylo obnovení Althingu v roce 1844 (Dánové pravidelná zasedání Althingu zrušili roku 1799). Vyšší míru autonomie Island získal po první světové válce, kdy 1. prosince 1918 vzniklo Islandské království, v personální unii s královstvím dánským. Během druhé světové války Island vyhlásil neutralitu, ale kvůli jeho strategické poloze ho bez odporu obsadili Britové a posléze je vystřídali Američané. To ještě více oslabilo vazby na Dánsko. V roce 1944 Island vyhlásil republiku, čímž se přetrhla poslední vazba s Kodaní. Roku 1949 se Island stal zakládajícím členem Severoatlantické aliance, nezapojil se však do evropského integračního procesu. Jeho ekonomika pak rychle rostla, byť o její jádro, tedy rybolov, musel Island vést řadu mezinárodních sporů. Od 90. let začal Island měnit strukturu své ekonomiky a chtěl být "ukázkově postindustriální" ekonomikou založenou na službách, především finančních. V důsledku toho na něj ovšem drtivě dopadla světová finanční krize roku 2008. Tento otřes vedl k velké restrukturalizaci islandské politiky.

## Věk Osídlení (874-930)

### Objevení

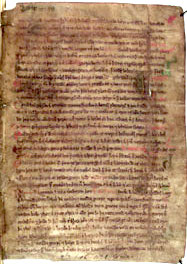
Stránka z kůže z rukopisu Landnámabók v Árni Magnússon Institute v Reykjavíku na Islandu

Island je z geologického hlediska mladý ostrov. Začal se tvořit asi před 20 miliony lety sérií sopečných výbuchů v oblasti Středoatlantského hřbetu.
Island zůstal jedním z posledních větších ostrovů na světě neobydlený lidmi. Přesné datum, kdy první člověk dosáhl ostrova, je nejisté. Starověké římské mince datované do 3. století byly nalezeny i na Islandu, ale není známo, zda tam byly v oné době, nebo je později přivezli vikinští osadníci.
Existují určité teorie, že irští mniši se měli usadit na Islandu před příchodem obyvatel Skandinávie. Neexistuje však žádný archeologický důkaz podporující tuto teorii. Ve 12. století poznamenal učenec Þorgilsson Ari ve své knize Íslendingabók, že malé zvony, které odpovídají těm, které byly používány irskými mnichy, jsou důkazem přítomnosti mnichů na ostrově. Žádné takové artefakty však nebyly objeveny moderními archeology.
Podle Landnámabók byl Island objeven Naddoddem, jedním z prvních osadníků na Faerských ostrovech, který plul z Norska na Faerské ostrovy, ale cestou se ztratil a byl proudem unášen k východnímu pobřeží Islandu. Naddoddr objevenou zemi nazval Snæland (Snowland). Dalším návštěvníkem byl švédský námořník Garðar Svavarsson, taktéž náhodně unášený k pobřeží Islandu. Ostrov pojmenoval Garðarshólmi (doslova Garðar to Islet) a zůstal tam až do zimy. První skandinávsští osadníci, kteří se úmyslně plavili na Garðarshólmi, byli lidé Flókiho Vilgerðarsona, známého také jako Hrafna-Flóki (Havran-Flóki). Flóki strávil na Barðaströndu jednu zimu. Pro místní velmi chladné zimy dal Hrafna-Flóki ostrovu jeho současný název Island.

### První osadník
Za prvního stálého obyvatele Islandu je obvykle považován norský náčelník Ingólfur Arnarson. Když se blížil k pobřeží, hodil podle legendy do moře dva vyřezávané sloupy a prohlásil, že se usadí tam, kde přistanou. Pak se plavil podél pobřeží až do místa, kde byly pilíře nalezeny, tedy na jihozápadní poloostrov, nyní známý jako Reykjanesskagi. Tam se s rodinou kolem roku 874 usadil. Místo bylo pojmenováno Rejkjavík (záliv Kouře), kvůli geotermické páře stoupající zde ze země. Osada se později stala hlavním a největším městem moderního Islandu. Ingólfur Arnarson nicméně nemusí být prvním, kdo se usadil natrvalo na Islandu, mohl to být také Náttfari, otrok Garðara Svavarssona, který zůstal na ostrově, když se jeho pán vracel do Skandinávie.
Mnohé z výše uvedených informací pochází z Landnámabóku (Kniha Osídlení), písemného přiblížení tří staletí Osídlení. Archeologické nálezy v Rejkjavíku se shodují s datem uvedeným zde: k osídlení Rejkjavíku došlo kolem roku 870.

## Středověk

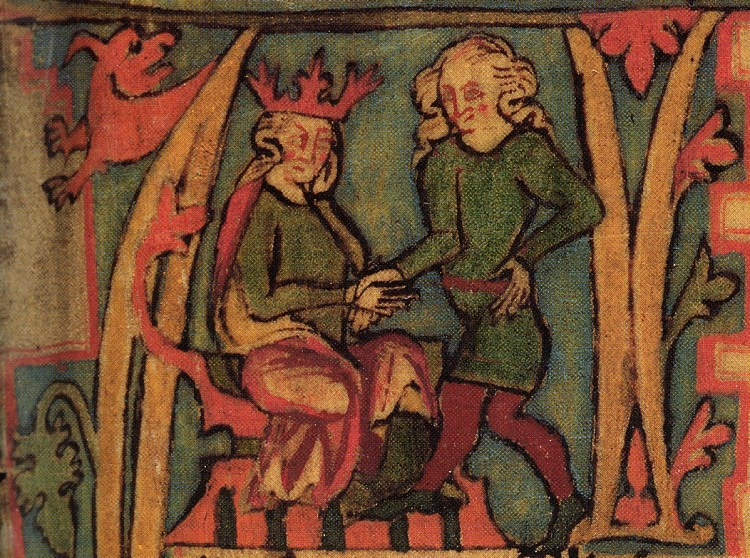
Harald I. dostává Norské království od svého otce

Následovala další řada norských náčelníků, jejich rodin a otroků, kteří se usadili na všech neobydlených oblastech ostrova v následujícím desetiletí. Tito lidé byli převážně norského, skotského a irského původu, Irové a Skotové byli především otroci a služebníci severských velitelů, jak tvrdí islandské ságy, Landnámabók a další historické dokumenty.
Kolem roku 930 byl založen Althing a tento národní sněm lze pokládat za nejstarší evropský parlament.

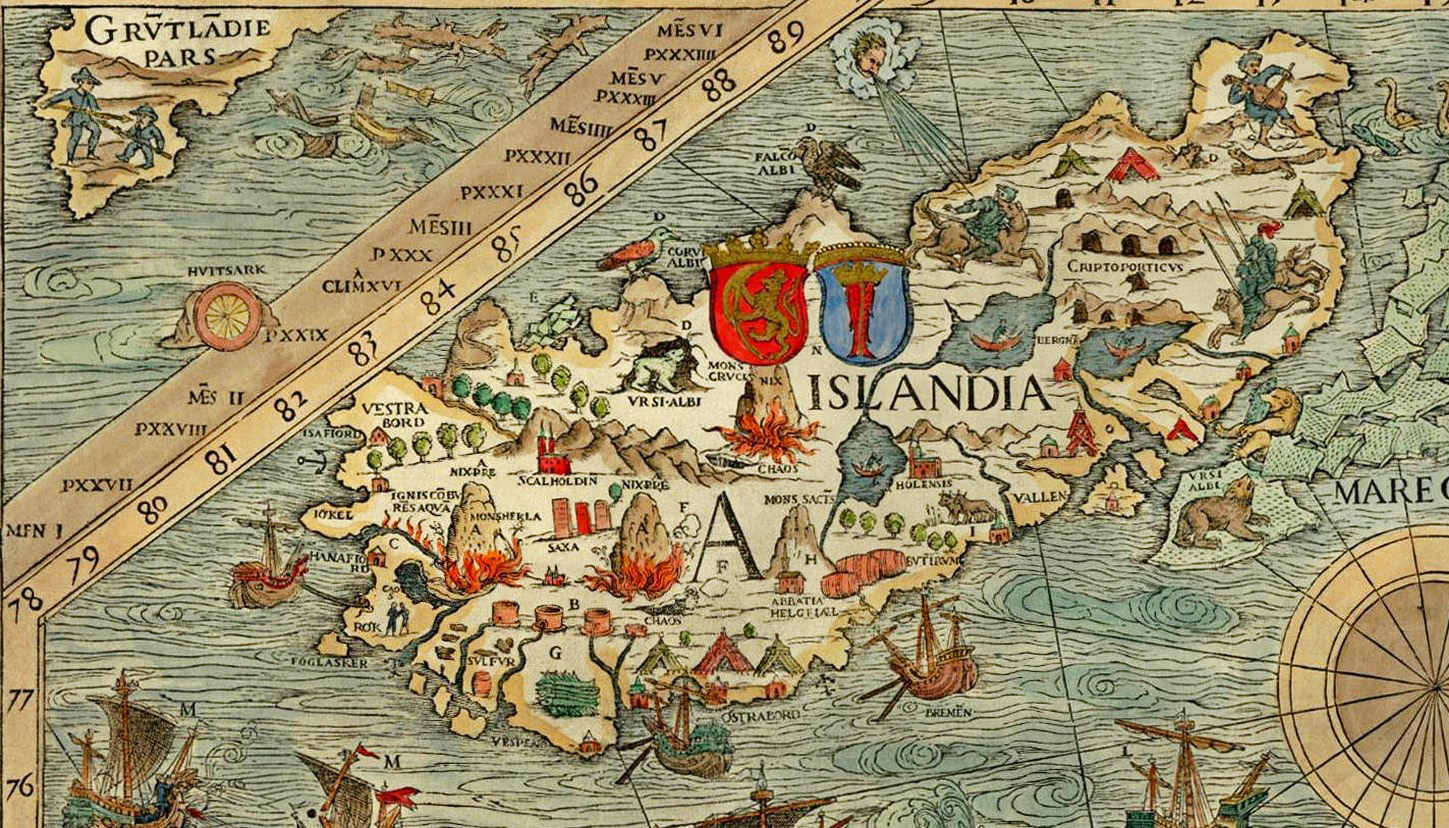
Island na Cartě Marině od Olause Magnuse, 1539

Křesťanství se na Island dostalo poměrně pozdě. První pokus zde učinil Islanďan Thorvaldr Kodránsson roku 981, který se pokoušel šířit křesťanství mezi svými soukmenovci. Když s tím však přišel na Althing, dal se v debatě natolik vyprovokovat, že zabil dva oponenty a byl proto vypovězen. Když se v Norsku, k němuž Island patřil, prosadil Olaf Trygvason a zahájil budování státu ve znamení křesťanství tou nejtvrdší metodou (kdo se nevzdal pohanských bohů, byl zabit, zmrzačen nebo vypovězen ze země), pokoušeli se jeho misionáři na Islandu nejprve postupovat stejně a snažili se především ničit pohanské svatyně. Althing je prohlásil za psance a vydal usnesení, že každý, kdo se bude rouhat bohům, má být vypovězen. Olaf se nevzdal a roku 997 poslal na Island německého kněze Daknbranda, ale ani ten neuspěl. Olaf dal nakonec zatknout Islanďany, kteří přebývali v Norsku a na Island poslal ultimátum, aby přijali křesťanství, jinak budou rukojmí popraveni. Olafovy hrozby nebylo možno podceňovat, na Islandu se dobře vědělo, jak krutými prostředky prosazuje křesťanství v Norsku. Islanďané se však v této otázce rozdělili na dvě strany, a hrozili, že mezi nimi vypukne boj. Aby tomu zabránil, obrátil se předák křesťanství nakloněné strany na „soudce“ Thorgeira, který Althingu předsedal, a požádal ho, aby našel kompromis, který by vyhovoval oběma stranám. Thorgeir si vzal čas na rozmyšlenou a příštího dne pronesl řeč, v níž poukazoval zejména na to, že spor mezi oběma stranami hrozí katastrofálními následky. Aby byla jednota zachována, navrhl, že se všichni dají pokřtít, že však bude i nadále dovoleno obětovat bohům, ovšem v soukromí. To uspokojilo obě strany, Althing tento zákon v letech 999–1000 přijal a Island se stal křesťanskou zemí.
Ve 13. století se islandští náčelníci podrobili norské nadvládě, v roce 1397 se Island společně s Norskem dostal pod nadvládu Dánska a poté následovalo dlouhé období hospodářského úpadku. Až v roce 1874 byla dosažena autonomie.

## Novověk

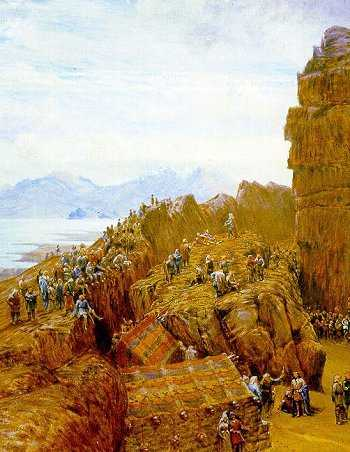
Althing, 19. století

V roce 1783 došlo na Islandu k sérii sopečných erupcí v okolí sopky Laki, které měly za následek vyhubení až 70 % veškerého dobytka, absenci léta a tvrdé následující zimy, což vedlo ke hladomoru. Na následky výbuchu a nedostatku potravin tehdy zemřelo až 25 % tehdejší populace Islandu. Dánský král dokonce zvažoval, že by nechal zbytek islandské populace přestěhovat do bezpečí mimo ostrov.
V krátkém období v roce 1809 se jeden dánský obchodník prohlásil islandským panovníkem a vztyčil svoji vlajku tvořenou modrým listem se třemi bílými treskami, jejíž vyobrazení se ovšem nedochovalo. Tři tresky, ale na červeném podkladu, se staly symbolem Islandu, než byl jako znak zvolen sokol.
Když se v roce 1814 díky Kielskému míru rozpadlo Dánsko-Norsko, Island (i když byl původně Norskou državou stejně jako Grónsko a Faerské ostrovy) zůstal v područí Dánska. V roce 1874 přiznalo Dánsko Islandu ústavu a domácí vládu, čímž získal vnitřní autonomii.
Následky výbuchu sopky Askja v roce 1875 zničily islandskou ekonomiku a způsobily velký hladomor. Během následujících 25 let 20 % obyvatelstva Islandu emigrovalo, hlavně do kanadské Manitoby a Spojených států.
Poté se hospodářská situace země začala pomalu zlepšovat.

### Samostatnost

Znak Islandu mezi lety 1919-1944

Po událostech s vlajkou Islandu pokračovalo osamostatňování ostrova vytvořením společné Dánsko-Islandské komise, která se po dvou týdnech roku 1918 shodla na úplné autonomii pro Island. A tak po schválení dánským a islandským parlamentem byl přijat návrh, pro nějž se vyslovila většina (90 %) obyvatel Islandu. Přijetím tohoto návrhu se stal 1. prosince 1918 Island suverénním a samostatným státem, oslavy zhatila krutá zima. Island měl ovšem s Dánskem nadále společného krále, a tudíž s ním byl v personální unii. Dánsko se až do odvolání staralo o obranu islandských vod a vyplatilo Islanďanům dva miliony dánských korun do fondu na Islandu a v Dánsku. Smlouva o personální unii byla platná do roku 1940 a po uplynutí mohl kterýkoli z obou států požádat o úpravu nebo, pokud k revizi do tří let od roku 1940 nedošlo, mohl jakýkoli z obou států smlouvu jednostranně vypovědět.

### Válka a okupace Islandu
Obyvatelé Islandu žili podle zákona o unii z roku 1918 v neutrální zemi bez armády a svou neutralitu si hodlali udržet. Pro válečné období byla utvořena tzv. válečná rada. Vláda ani po okupaci Dánska nepřijala britskou nabídku ochrany. Proto Britové, ze strachu, aby Island neobsadili Němci, podnikli bleskovou operaci „Fork“ a 10. května 1940 Island obsadili. Roku 1941 převzali obranu Islandu od Britů zatím neutrální Spojené státy americké. Na to přistoupili Islanďané s podmínkou vyklizení Islandu ihned po skončení války a respektování suverenity Islandu. USA na Islandu vybudovaly především letiště u města Keflavík a rozmístili na ostrově radarové stanice. Díky Američanům se rapidně snížila nezaměstnanost. V době nejvyššího stavu měly USA na Islandu 47 000 vojáků.

### Vyhlášení republiky a poválečné období
Už od začátku třicátých let byli někteří lidé pro zrušení personální unie s Dánskem. Ani obrana islandských vod již po obsazení Dánska Německem nebyla možná. Proto od roku 1942 probíhaly přípravy na změnu státního zřízení. Smlouva o unii s Dánskem byla vypověditelná roku 1944. Na žádost dánských velvyslanců a Američanů byl až roku 1944 Althingem schválen návrh zrušení unie s Dánskem a vyhlášeno celonárodní referendum, kterého se zúčastnilo 98 % voličů, 97 % z nich dalo hlas ke zrušení unie a 95 % jich dalo hlas republice. 17. června 1944 byl Island vyhlášen republikou a byla zrušena personální unie s Dánskem. Althing zvolil za prvního prezidenta Sveinna Björnssona. Král Kristián X. poslal k tomuto dni telegram, v němž vyjádřil politování nad tím, že se s ním islandský lid rozchází za těchto poměrů, ale popřál mu vše nejlepší. Změna ústavy spočívala převážně v nahrazení slova král slovem prezident.
Po válce odešly do jara 1947 všechny cizí vojenské jednotky, ale v tu samou dobu bylo obnoveno jednání s USA o předání letiště v Keflavíku a možnosti mezipřistání amerických letadel, z čehož Islandu plynuly peníze. Island stále zůstával neutrální a bez armády.

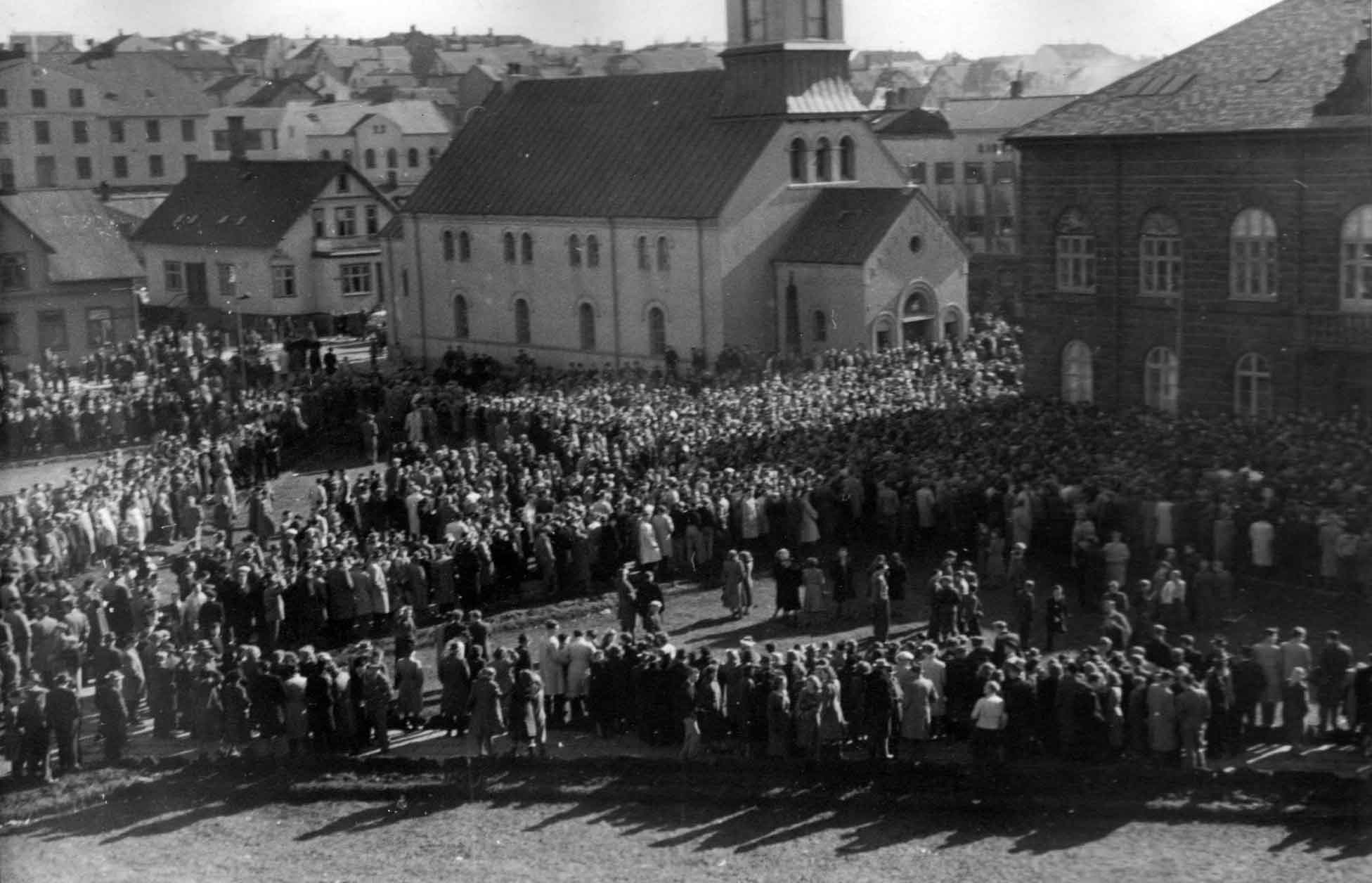
Protesty proti vstupu do NATO, 30. března 1949

Roku 1949 bylo Islandu nabídnuto členství v NATO a vláda nabídku přijala, ovšem pod podmínkou, že v době míru nebudou na Islandu rozmístěna cizí vojska. V roce 1951 již vláda podepsala dohodu o obraně s USA a v Keflavíku přistálo prvních 15 letadel s americkými vojáky.
V rámci Marshallova plánu získal Island v letech 1948 až 1960 kolem 70 milionu dolarů. Od roku 1971 byly z Dánska postupně navráceny islandské rukopisy.
V roce 2008 postihla zemi vážná ekonomická krize, která vyústila v pád vlády. V červenci 2009 islandský parlament rozhodl o podání přihlášky do Evropské unie.
Islanďané jsou hrdí na své vikinské kořeny a mnoho z nich může vysledovat svůj původ až k prvním osadníkům, jejichž jména jsou zapsána v Knize osadníků (Landnámabók). A protože současná islandština vychází přímo ze staré norštiny, což byl jazyk Vikingů, mohou středověké vikinské ságy snadno číst i dnešní Islanďané.